# Jakob Mosimann
Jakob Mosimann (* 7. März 1880 in Birsfelden; † 20. Februar 1967 in Basel, reformiert, heimatberechtigt in Niederdorf) war ein Schweizer Politiker (SP) und Gewerkschafter.

## Leben
Jakob Mosimann kam am 7. März 1880 in Birsfelden als Sohn des Bahnarbeiters Jakob Mosimann senior und der Anna Marie geborene Müller zur Welt. Nach dem Abschluss einer Buchdruckerlehre absolvierte Mosimann eine Weiterbildung zum Buchdruckmaschinenmeister. In der Folge war er als Buchdrucker in Basel beschäftigt. Dazu fungierte er ab 1898 als Gewerkschafter bei der Typographia, ab 1911 als Mitglied des Arbeitervereins Birsfelden sowie ab 1913 als Mitglied des Kantonalvorstands der SP Baselland, die er wiederholt präsidierte. Von 1917 bis 1925 amtierte er als Gemeinderat von Birsfelden.
Im Jahr 1926 wurde Jakob Mosimann als erster Sozialdemokrat in den Regierungsrat des Kantons Basel-Landschaft gewählt, dem er bis 1947 angehörte. Dort stand er bis 1932 der Bau- und Polizeidirektion, daran anschliessend der Baudirektion sowie dem Sanitätswesen vor. Während seiner Amtszeit engagierte sich Mosimann für den Bau des Kraftwerks Birsfelden sowie der Birsfelder Hafenanlagen.
Zudem beteiligte sich Jakob Mosimann, der gegen die Naturheilmedizin eingestellt war, am Gemeindehilfegesetz, am Armenfürsorgegesetz, am Heimarbeitsgesetz sowie an der Revision des Baugesetzes von 1941. Ferner war er von 1923 bis 1925 im Bankrat der Basellandschaftlichen Kantonalbank vertreten. Bis 1962 nahm er ein Verwaltungsratsmandat in der Elektra Birseck (EBM) wahr.
Jakob Mosimann heiratete im Jahr 1908 Wilhelmine, die Tochter des Emil Sutter. Er verstarb am 20. Februar 1967 zwei Wochen vor Vollendung seines 87. Lebensjahres in Basel.